# 馮羿
馮羿（英語：Feng E；2007年7月9日—），台灣烏克麗麗演奏家，曾入選2017年《亚洲达人秀》第二季決賽。
2018年7月因為一支在台北市永康公園演奏曼森·威廉斯作品〈Classical Gas〉的影片，在社群平台上觀看率破千萬，引起全球關注。同年九月參加《艾倫·狄珍妮秀》。

## 生平
馮羿出生於臺北市。他四歲開始學鋼琴，由於被幼稚園老師發現手指精細動作發展較慢，五歲開始跟著爸爸一起自學烏克麗麗，後來先後跟陳宥廷以及Annier兩位老師學琴，並曾獲選Steve Vai大師班的六名學員之一。儘管其音樂才華洋溢，他在學校的音樂課上跟不上進度。
馮羿在數場烏克麗麗比賽獲勝，並受邀至各地表演，足跡遍佈新加坡、馬來西亞、美國、日本、中國大陸、夏威夷、英國。
2017年11月10日，馮羿參加選秀節目《亚洲达人秀》表演烏克麗麗自創樂曲，其演出讓大衛·佛斯特按下「黃金按鈕」，保送他進入準決賽。2017年12月的半準決賽，他改編酷玩樂團的〈活在當下〉，再度獲保送進入總決賽，成為該季《亞洲達人秀》唯一被兩度保送的參賽者，也第一位進入決賽的台灣參賽者。
2018年7月，馮羿在永康公園彈奏曼森·威廉斯〈Classical Gas〉的影片在網路上爆紅。他因而受邀參加《艾倫·狄珍妮秀》，2019年又再度受邀。
馮羿在10歲時開始為電影公司做配樂，也在隔年數位發行個人創作單曲〈8普拉斯〉，同首曲子也收錄在2018年4月的環太平洋烏克麗麗音樂節的合輯裡。在2018年12月發行個人首張聖誕EP《襪子在哪裡》。
- 2019與吉他大師湯米·依曼紐在台灣同台表演
- 2018受邀參加新加坡總統星光慈善晚會演出[9]
- 2018受邀在Ted演出、演講
- 2018參與五月天頑固MV演出
- 2018受邀與歌手蕭敬騰一起在深圳體育館表演
- 2018與陳嘉樺在小巨蛋為紅白藝能大賞開場
- 2017受邀與歌手舒米恩合作演出
- 2017受邀至第七屆廣州尤克里里嘉年華表演
- 2017受邀在大陸南方六城市巡迴表演
- 2017受邀在Bon space舉辦個人演奏會
- 2016受邀至第六屆廣州尤克里里嘉年華表演
- 2016夏威夷 Ukulele Picnic 主舞台演出
- 受邀於台灣烏克麗麗嘉年華演出
- 2016受邀至馬來西亞檳城與Sydney以及呂良謙參加慈善義演
- 2016在上海樂器展為Uluru表演

## 獲獎記錄
- 2018貢寮海洋音樂祭入圍前十強
- 2018Kanile'a Ukulele Competition 國際組冠軍
- 2017北京WAGF guitar contest最佳人氣獎及優勝獎
- 2017Ribbee's World Ukulele Championship，崛起新星獎
- 2016夏威夷國際烏克麗麗大賽(Annual International Ukulele Contest)，不分組MVP及兒童組亞軍[10]
- 2016第三屆中華杯尤克里里指彈大賽，兒童組冠軍[11][12]
- 2016第八屆台灣烏克麗麗嘉年華兒童烏克麗麗大賽，冠軍
- 2015第二屆中華杯尤克里里指彈大賽，兒童組季軍
- 2015第三屆親子烏克麗麗大賽, 公開演奏組及親子組雙冠軍
- 2014出彩尤克里里大賽，亞軍
- 2014第二屆親子烏克麗麗大賽挑戰組演唱第一名
- 2014城市琴弦烏克麗麗彈唱賽，冠軍
- 2013台灣烏克達人大賽，最佳人氣獎